# Ludy Langer
Ludwig Ernest Frank Langer (* 22. Januar 1893 in Los Angeles; † 5. Juli 1984 ebenda) war ein US-amerikanischer Schwimmer.
Langer nahm 1915 und 1916 an den Schwimmwettbewerben der Amateur Athletic Union teil und gewann dort je drei Titel. Im Jahr 1920 nahm er an den Olympischen Spielen in Antwerpen teil. Über 1500 m Freistil erreichte er das Halbfinale, über 400 m Freistil gewann er Silber. 1921 war er erneut Teilnehmer am Wettbewerb der Amateur Athletic Union und sicherte sich einen weiteren Titel.
1988 wurde der US-Amerikaner posthum in die International Swimming Hall of Fame aufgenommen.